# Occisor atratus
Occisor atratus är en tvåvingeart som beskrevs av Malloch 1938. Occisor atratus ingår i släktet Occisor och familjen parasitflugor. Inga underarter finns listade i Catalogue of Life.